# ミラクルナイト
「ミラクルナイト」は、2015年6月17日にバーレスク東京レコードからリリースされた、A-Queen from バーレスク東京のデビューシングル曲。
表題曲は2015年4月期のテレビ東京のソコアゲ★ナイト月曜枠にて放送されたドラマ「LOVE理論」の挿入歌として起用。
2024年7月4日から放送のバラエティー番組「それゆけ!!63エンジェル!!」のオープニング曲に起用。

## 収録曲
1. ミラクルナイト
2. Wanna Be Angel
両楽曲とも、作詞・作曲：samfree
3. ミラクルナイト ～DJ KAYA remix～
4. ミラクルナイト ～DJ KAYA remix～ feat. kuroto